# Harleys in Hawaii
„Harleys in Hawaii” – utwór amerykańskiej piosenkarki i autorki tekstów Katy Perry wydany 16 października 2019 roku nakładem wytwórni Capitol Records.

## Geneza i wydanie
Katy ogłosiła wydanie singla 14 października, również ukazując jego okładkę. Perry wyznała, że inspiracją dla piosenka była jej wycieczka wraz ze swoim narzeczonym, Orlando Bloomem, na Hawaje. Charlie Puth zmiksował utwór we wrześniu 2019 i powiedział w wywiadzie dla iHeart, że miał dużo zabawy podczas tworzenia utworu z Katy. 13 listopada zostały wydane dwa remiksy piosenki.
Nagranie w Polsce uzyskało status platynowej płyty.

## Teledysk
Teledysk do utworu został nagrany na Hawajach w lipcu 2019 roku i został wyreżyserowany przez Paua Lopeza, Gerarda del Hierro i Tomasa Penę pod nazwą Manson. Teledysk został opublikowany, wraz z wydaniem singla 16 października 2019. Przed wydaniem Katy opublikowała skrawki teledysku na swoich mediach społecznościowych. 8 listopada została wydana pionowa wersja teledysku, w którym piosenkarka ma taki sam wygląd jak na okładce singla.

## Lista utworów
| Digital download / media strumieniowe | Digital download / media strumieniowe | Digital download / media strumieniowe |
| Nr                                    | Tytuł utworu                          | Długość                               |
| ------------------------------------- | ------------------------------------- | ------------------------------------- |
| 1.                                    | „Harleys in Hawaii”                   | 3:05                                  |
|                                       |                                       | 3:05                                  |

| Digital download / media strumieniowe (remiks Win and Woo) | Digital download / media strumieniowe (remiks Win and Woo) | Digital download / media strumieniowe (remiks Win and Woo) |
| Nr                                                         | Tytuł utworu                                               | Długość                                                    |
| ---------------------------------------------------------- | ---------------------------------------------------------- | ---------------------------------------------------------- |
| 1.                                                         | „Harleys in Hawaii” (remiks Win and Woo)                   | 3:26                                                       |
|                                                            |                                                            | 3:26                                                       |

| Digital download / media strumieniowe (remiks KANDY) | Digital download / media strumieniowe (remiks KANDY) | Digital download / media strumieniowe (remiks KANDY) |
| Nr                                                   | Tytuł utworu                                         | Długość                                              |
| ---------------------------------------------------- | ---------------------------------------------------- | ---------------------------------------------------- |
| 1.                                                   | „Harleys in Hawaii” (remiks KANDY)                   | 2:45                                                 |
|                                                      |                                                      | 2:45                                                 |

## Personel
- Katy Perry – wokalistka, tekściarka
- Charlie Puth – tekściarz, producent, wokalista wspierający, programista bębnów, syntezator
- Johan Carlsson – tekściarz, producent, wokalista wspierający, programista bębnów, syntezator, gitarzysta, rhodes
- Jacob Kasher Hindlin – tekściarz
- Jeremy Lertola – inżynier dźwięku, asystent inżyniera dźwięku
- Cory Bice – inżynier dźwięku
- Rachael Findlen – inżynier dźwięku
- Sam Holland – inżynier dźwięku
- Peter Karlsson – edytor i producent wokali
- Serban Ghenea – mikser
- John Hanes – inżynier miksowania
- Dave Kutch – inżynier masteringu

Źródło:.

## Notowania
| Terytorium        | Notowanie                      | Najwyższa pozycja | Przypis |
| ----------------- | ------------------------------ | ----------------- | ------- |
| Australia         | Top 50 Singles                 | 36                | [ 14 ]  |
| Belgia            | Ultratip Vlaanderen            | 46                | [ 15 ]  |
| Czechy            | Singles Digitál Top 100        | 69                | [ 16 ]  |
| Irlandia          | Irish Charts                   | 42                | [ 17 ]  |
| Kanada            | Canadian Hot 100               | 71                | [ 18 ]  |
| Nowa Zelandia     | New Zealand Hot Singles        | 1                 | [ 19 ]  |
| Słowacja          | Singles Digitál Top 100        | 43                | [ 16 ]  |
| Stany Zjednoczone | Bubbling Under Hot 100 Singles | 10                | [ 20 ]  |
| Szkocja           | Official Charts Company        | 67                | [ 21 ]  |
| Szwajcaria        | Schweizer Hitparade            | 72                | [ 22 ]  |
| Szwecja           | Heatseeker                     | 7                 | [ 23 ]  |
| Wielka Brytania   | UK Singles Downloads Chart     | 45                | [ 24 ]  |

## Historia wydania
| Obszar     | Data                 | Format                                | Wersja             | Wytwórnia | Przypis |
| ---------- | -------------------- | ------------------------------------- | ------------------ | --------- | ------- |
| Cały świat | 16 października 2019 | digital download · media strumieniowe | oryginał           | Capitol   | [ 11 ]  |
| Australia  | 18 października 2019 | contemporary hit radio                | oryginał           | Capitol   | [ 25 ]  |
| Cały świat | 13 listopada 2019    | digital download · media strumieniowe | remiks Win and Woo | Capitol   | [ 12 ]  |
| Cały świat | 13 listopada 2019    | digital download · media strumieniowe | remiks KANDY       | Capitol   | [ 13 ]  |